# Sustut Peak
Sustut Peak är en bergstopp i Kanada.   Den ligger i provinsen British Columbia, i den centrala delen av landet, 3 700 km väster om huvudstaden Ottawa. Toppen på Sustut Peak är 2 481 meter över havet.
Terrängen runt Sustut Peak är kuperad österut, men västerut är den bergig. Sustut Peak är den högsta punkten i trakten. Trakten runt Sustut Peak är nära nog obefolkad, med mindre än två invånare per kvadratkilometer.. Det finns inga samhällen i närheten.
Trakten runt Sustut Peak består i huvudsak av gräsmarker.